# کوروش قاضی‌مراد
کوروش قاضی مراد (۱۳۴۸، تهران)، طراح گرافیک، خوش‌نویس و هنرمند ایرانی است؛ و عمده شهرتش به ابداع خطی جدید به نام «سریر» مربوط می‌شود.
وی فارغ‌التحصیل صنایع چوب و کاغذ سازی و همچنین فارغ‌التحصیل ممتاز انجمن خوشنویسان ایران است.
تا کنون نمایشگاه‌های متعددی در داخل و خارج از ایران، از جمله کشورهای آمریکا، بلژیک و فرانسه آثار او را به نمایش گذاشته‌اند و آخرین نمایشگاه فردی خود را با نام «میدانی، نمی دانی» در تاریخ ۲۴ آبان ۱۳۹۸ در گالری سهراب، تهران برگزار کرد.
کوروش قاضی مراد، عضو هیئت مدیره ششمین دوره انجمن صنفی طراحان گرافیک ایران نیز بوده‌است.
قاضی مراد در هفتمین دوره رویداد صبح خلاق در شهر تهران، در ۱۲ آبان ۱۳۹۶ با موضوع «پیشگام» برای مخاطین این رویداد سخنرانی کرد.

## زندگی حرفه‌ای
کوروش پس از ورود به انجمن خوشنویسان ایران در سال ۱۳۶۸ توانست طی دو سال به درجه ممتازی در رشته شکسته نستعلیق نائل شود. او پس از اتمام تحصیلات دانشگاهی در سال ۱۳۷۵ برای گذراندن دوره خدمت سربازی وارد حوزه هنری شد و در دپارتمان‌های مختلفی از جمله واحد تجسمی، استودیو بعثت، و … خدمت کرد. در همین دوران بود که نخستین تجربه جدی وی در زمینه گرافیک رقم خورد. وی در این دوران با اساتیدی چون حسین خسروجردی، حمید شریفی، احمد قلی‌زاده، ابوالفضل عالی، مرتضی گودرزی، مصطفی گودرزی، و ایرج اسکندری آشنا شد تا نخستین تجربه حرفه‌ای خود را در زمینه طراحی گرافیک کسب کند. قاضی مراد در پایان دوره سربازی به استخدام حوزه هنری درآمد.

## زندگی شخصی
کوروش در تاریخ ۲۵ شهریور ۱۳۴۸ در تهران به دنیا آمد. پدر وی علاقه وافری به خوشنویسی داشت و هنر خوشنویسی را خود آموخته بود، با این وجود مادر کوروش اصلی‌ترین مشوق وی در یادگیری خوشنویسی بود. کوروش فرزند بزرگ خانواده است، و یک خواهر و یک برادر دارد. قاضی مراد در سال ۱۳۸۱ ازدواج کرد. حاصل این ازدواج یک فرزند پسر با نام «دانا» است.

## آغاز خوشنویسی
خوشنویسی از ابتدا یکی از علاقه‌مندی‌های قاضی مراد بود که نگاه چندان جدی به آن نداشت. تا اینکه در سال ۱۳۶۸ تصمیم گرفت خوشنویسی را به صورت مدرسه‌ای بیاموزد؛ بنابراین بعد از چندین ماه تمرین شخصی در سال ۱۳۶۸ برای گذراندن دوره‌های تخصصی وارد انجمن خوشنویسان ایران شد. دوره‌های انجمن خوشنویسان به شش سطح مبتدی، متوسط، خوش، عالی، ممتاز، و فوق ممتاز تقسیم می‌شود، که کوروش با قبولی در امتحان دوره خوش در بدو ورود، دوره خود را از سطح عالی آغاز کرد. در این سطح کوروش علاوه بر نستعلیق، آغاز به یادگیری خوشنویسی شکسته کرد. در آن هنگام رئیس انجمن خوشنویسان ایران غلامحسین امیرخانی بود. نخستین استاد کوروش در خوشنویسی نستعلیق علی رضائیان، و در خوشنویسی شکسته آقای اسرافیل شیرچی بود. علاقه کوروش به خوشنویسی به حدی شد که تا روزی هشت ساعت به تمرین خوشنویسی می‌پرداخت.
کوروش موفق شد کلاس‌های ۹ ماهه عالی خوشنویسی را با موفقیت پشت سر بگذارد. در همین حال همچنان به تحصیل دانشگاهی خود نیز ادامه می‌داد، گرچه اکنون تمام تمرکز وی بر روی یادگیری خوشنویسی بود. کوروش دوره ممتاز خوشنویسی را بلافاصله در انجمن آغاز کرد. در این دوره کوروش بر خلاف نظر اساتید خود (رضائیان و شیرچی) و به دلیل کنجکاوی زیاد استفاده از قلم‌های بزرگتر را تجربه کرد. اساتید کوروش معتقد بودند که تغییر اندازه قلم‌ها در آن دوره، موجب برهم خوردن مقایس‌های خوشنویسی وی و خراب شدن آثارش خواهد شد. در همان زمان بود که کوروش متوجه شد، درون او به چیزی بیش از خوشنویسی نیاز دارد.
روحیه سرکش کوروش وی را به سمت خلق آثاری خارج از چارچوب‌های خواسته شده اساتید می‌برد که بعضاً خشنودی آن‌ها را به دنبال نداشت. کوروش سال‌ها بعد به این نتیجه رسید که گفته اساتیدش بر حق بوده‌است زیرا تجربیات آن زمان وی تجربیاتی بسیار اولیه بود. اما در اوایل دهه ۱۳۷۰ شمسی و در کلاس‌های ممتاز، کوروش نمی‌توانست ذهن خود را بدون تجربه کردن سوال‌هایی که در خوشنویسی با آن‌ها روبرو می‌شد راضی کند. در پایان دوره ممتاز، کوروش توانست در امتحان نستعلیق و شکسته نستعلیق موفق شود، اما در کتابت نستعلیق (با قلم ریز) ناکام ماند. کوروش دیگر در این رشته امتحان نداد.

## فروش در حراج تهران
تا کنون دو اثر از کوروش قاضی مراد در حراج تهران به فروش رسیده است.
نخستین اثر در دی ماه سال ۱۳۹۸ در ابعاد ۲۰۰ در ۲۰۰ سانتی‌متر روی بوم بوده است که برآورد قیمت آن ۲۵-۳۵ میلیون تومان بوده و در نهایت با قیمت ۶۰ میلیون تومان به فروش رفت.
دومین اثر نیز در مرداد ۱۴۰۰ در ابعاد ۱۹۰ در ۲۰۰ سانتی‌متر اکریلیک روی بوم بوده است که برآورد قیمت آن ۷۰-۹۰ میلیون تومان بوده و در نهایت با قیمت ۲۲۰ میلیون تومان به فروش رفت.

## نگارخانه

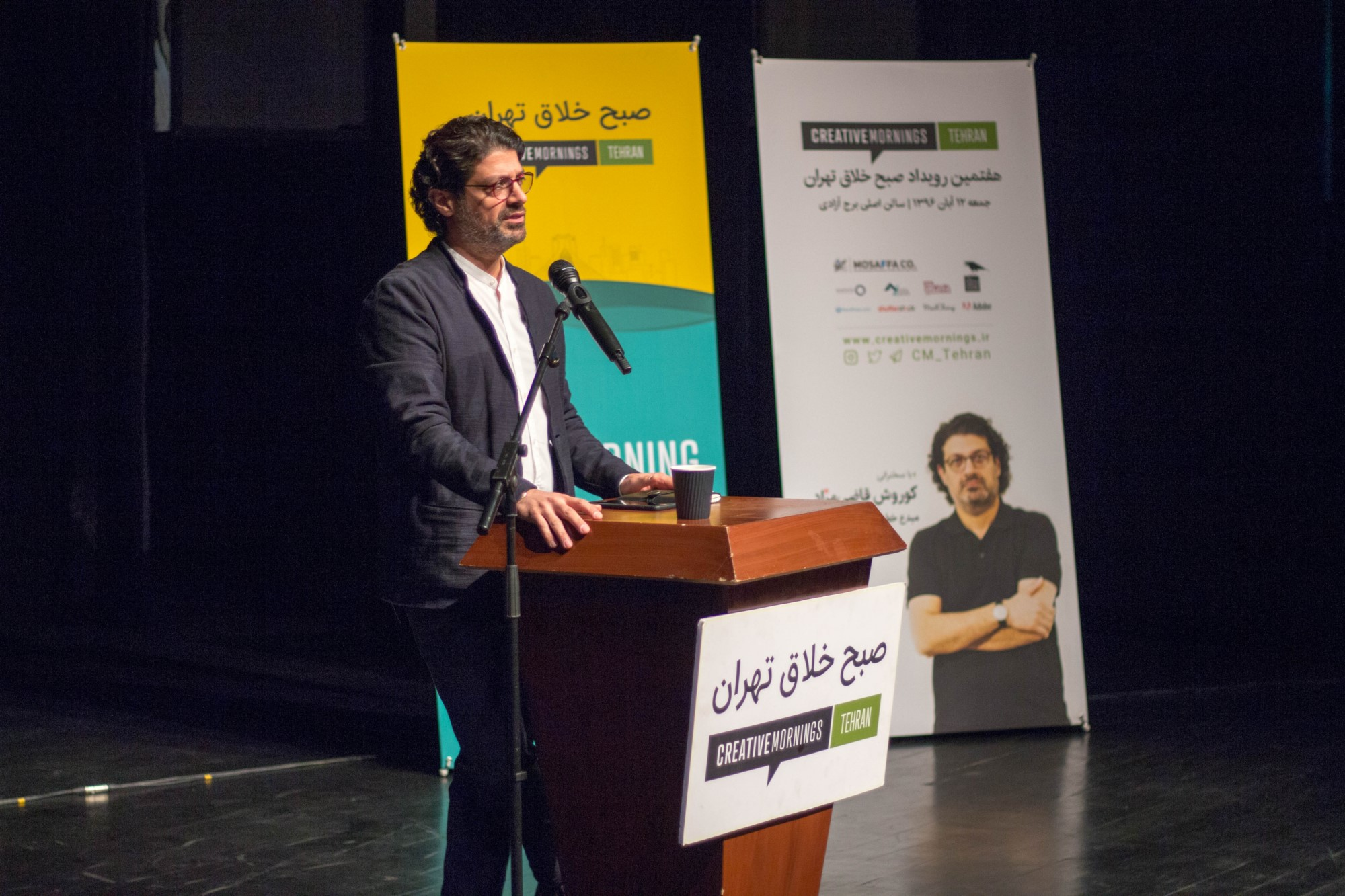
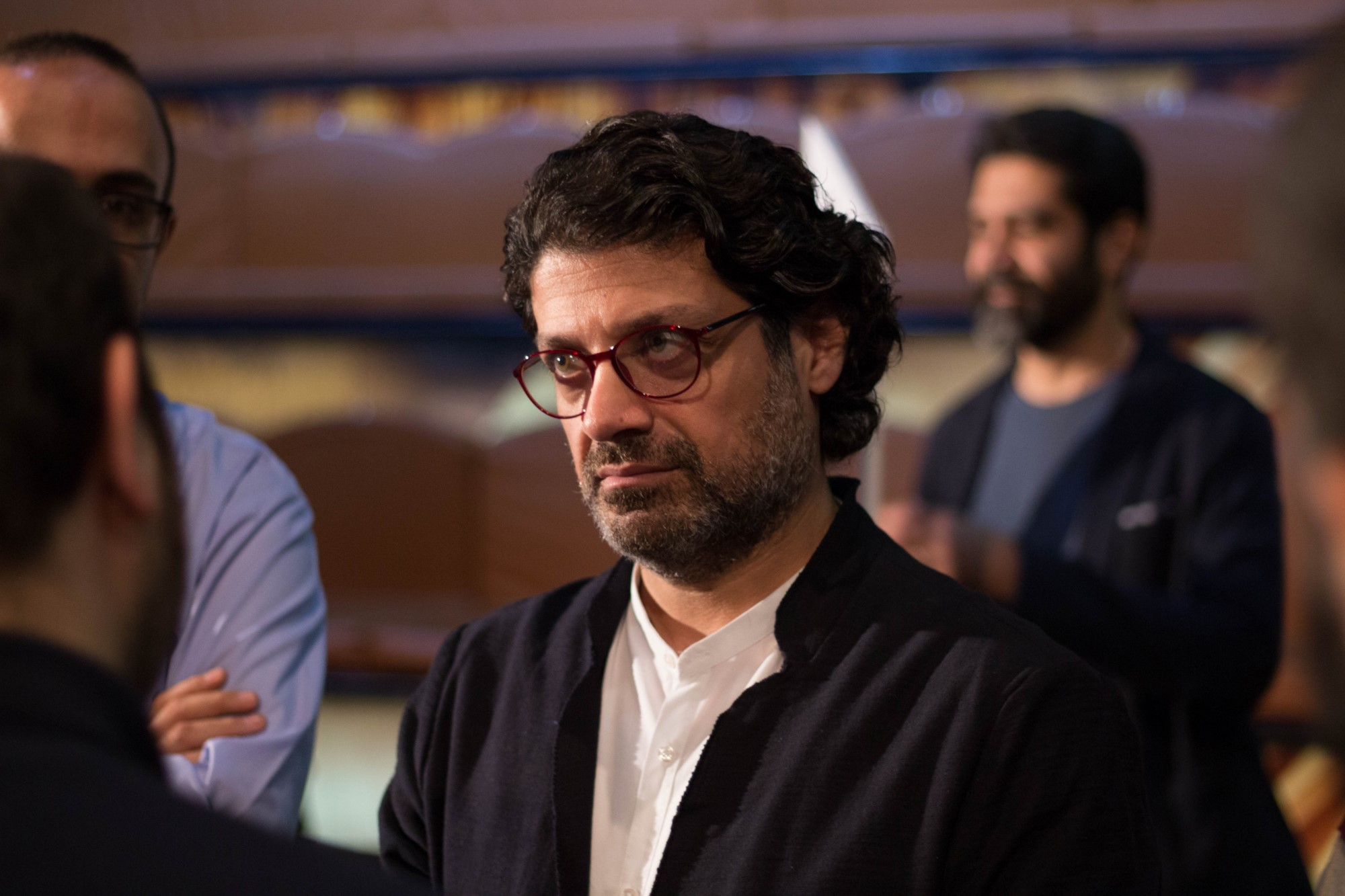

## گالری‌ها

### نمایشگاه‌های فردی
| سال برگزاری | عنوان نمایشگاه      | محل برگزاری         | کشور، شهر  |
| ----------- | ------------------- | ------------------- | ---------- |
| ۱۳۹۹        | نوای خوشنویسی؛ روح  | دانشگاه حاجت تپه    | آنکارا     |
| ۱۳۹۹        | روح جوهر            | گالری اِران          | آنتاریو    |
| ۱۳۹۸        | می دانی، نمی دانی   | گالری سهراب         | تهران      |
| ۱۳۹۶        | خیال سپید           | گالری خانه نگار ۱۴  | تهران      |
| ۱۳۹۴        | رقص قلم             | گالری Artlab        | بیروت      |
| ۱۳۹۴        | خوشنویسی سریر       | گالری نارنج         | شیراز      |
| ۱۳۹۴        | رونمایی از قلم سریر | خانه هنرمندان ایران | تهران      |
| ۱۳۹۰        | آثار خوشنویسی       | گالری هاله          | مونیخ      |
| ۱۳۸۹        | آثار خوشنویسی       | گالری هاله          | مونیخ      |
| ۱۳۸۸        | آثار خوشنویسی       | گالری هاله          | مونیخ      |
| ۱۳۸۸        | آثار خوشنویسی       | گالری آران          | تهران      |
| ۱۳۸۷        | آثار خوشنویسی       | گالری آران          | تهران      |
| ۱۳۸۵        | Art Basel Miami     | گالری سیحون         | میامی      |
| ۱۳۸۵        | آثار خوشنویسی       |                     | لاگونا بیچ |
| ۱۳۸۵        | آثار خوشنویسی       | گالری سیحون         | لس آنجلس   |
| ۱۳۸۴        | آثار خوشنویسی       | گالری زنگار         | تهران      |
| ۱۳۸۱        | آثار خوشنویسی       | نمایش اختصاصی       | آمریکا     |
| ۱۳۷۹        | آثار خوشنویسی       | گالری برگ           | تهران      |
| ۱۳۷۷        | آثار خوشنویسی       | گالری برگ           | تهران      |

### نمایشگاه‌های گروهی
| سال برگزاری | عنوان نمایشگاه                                  | محل برگزاری               | کشور، شهر |
| ----------- | ----------------------------------------------- | ------------------------- | --------- |
| ۱۴۰۱        | کرسی                                            | موسسه بنیان و فرهنگ معیار | تهران     |
| ۱۴۰۱        | معاصرین                                         | گالری اِچ                  | تهران     |
| ۱۴۰۰        | منتخب سه                                        | نگارخانه نگر              | تهران     |
| ۱۳۹۸        | هنرمندان معاصر نسل 2                            | گالری نگاه                | تهران     |
| ۱۳۹۸        | سه هزار هزار بار نوشتن، چهار هزار هزار بار دیدن | گالری وَرد                 | تهران     |
| ۱۳۹۸        | خانه خوبان                                      | گالری پردیس ملت           | تهران     |
| ۱۳۹۸        | تلورانس خط                                      | گالری نگاه                | تهران     |
| ۱۳۹۸        | بیکرانگی خط و رنگ                               | گالری سهراب               | تهران     |
| ۱۳۹۶        | خط چهارم                                        | گالری ساربان              | تهران     |
| ۱۳۹۶        | خطنقاشی                                         | گالری سهراب               | تهران     |
| ۱۳۹۶        | اساتید هنر ایرانی                               | گالری نگاه                | تهران     |
| ۱۳۹۵        | Looking For Happiness                           | گالری پدرامی              | آنتورپ    |
| ۱۳۹۴        | کمتر بیشتر است                                  | گالری آران                | تهران     |
| ۱۳۹۴        | فلورسنت                                         | گالری آرت لانژ            | تهران     |
| ۱۳۹۴        | هنر برای صلح                                    | فرهنگسرای نیاوران         | تهران     |
| ۱۳۸۲        | خوشنویسی و طراحی گرافیک ایران                   |                           | لا لویق   |
| ۱۳۸۱        | طراحی گرافیک                                    | گالری شامونت              | شامونت    |
| ۱۳۸۰        | آثار خوشنویسی                                   | گالری کورت یارد           | دبی       |
| ۱۳۷۸        | آثار خوشنویسی                                   | گالری کورت یارد           | دبی       |
| ۱۳۷۰        | آثار خوشنویسی                                   | نمایشگاه بین‌المللی تهران  | تهران     |